# Ribeira do Pamplona
A Ribeira do Pamplona é um curso de água português, localizado na freguesia açoriana de Altares, concelho de Angra do Heroísmo, ilha Terceira, Arquipélago dos Açores.
Este curso de água que se encontra geograficamente localizado na parte Oeste da ilha Terceira, dentro das coordenadas de 38°48′00″ Norte e 27°17′00″ Oeste, delimita a freguesia dos Altares e a freguesia dos Biscoitos e simultaneamente o concelho de Angra do Heroísmo do Concelho da Praia da Vitória, no lugar da Arrochela. Existe uma ponta na Canada do Morgado que estabelece ligação entre as margens nas freguesias.
Tem a sua origem a cerca de 700 metros de altitude, no grande maciço montanhoso localizado a Sul das já referidas freguesias. Faz a drenagem de uma importante bacia hidrográficaa e precipita-se no Oceano Atlântico na costa Norte da ilha..